# Bloch MB.480
Bloch MB.480 là một loại thủy phi cơ trinh sát/bom ngư lôi của Pháp, được hãng Société des Avions Marcel Bloch thiết kế ngay trước khi Chiến tranh thế giới II nổ ra. Chỉ có 2 chiếc được chế tạo.

## Tính năng kỹ chiến thuật
Dữ liệu lấy từ War Planes of the Second World War:Volume Six Floatplanes
Đặc tính tổng quan
- Kíp lái: 5
- Chiều dài: 19,10 m (62 ft 8 in)
- Sải cánh: 23,50 m (77 ft 1 in)
- Chiều cao: 4,60 m (15 ft 1 in)
- Diện tích cánh: 82,20 m2 (884,8 foot vuông)
- Trọng lượng rỗng: 7.020 kg (15.476 lb)
- Trọng lượng có tải: 10.002 kg (22.050 lb)
- Trọng lượng cất cánh tối đa: 12.000 kg (26.455 lb)[chuyển đổi: tùy chọn không hợp lệ]
- Động cơ: 2 × Gnome-Rhône 14N 2/3 , 790 kW (1.060 hp)  mỗi chiếc

Hiệu suất bay
- Vận tốc cực đại: 330 km/h; 178 kn (205 mph) trên độ cao 1.500 m (4.920 ft)
- Vận tốc hành trình: 280 km/h; 151 kn (174 mph)
- Tầm bay: 1.996 km; 1.078 nmi (1.240 mi) ở vận tốc 280 km/h (174 mph)
- Trần bay: 7.099 m (23.290 ft)

Vũ khí trang bị

- Súng: 2 × Súng máy Darne 7,5 mm, 1 × pháo 20 mm
- Bom: 2 ngư lôi 400 mm hoặc 3 quả bom 410 kg (900 lb) hoặc 5 quả bom 225 kg (500 lb)